# Wessex Regionalists
 Os Regionalistas de Wessex são um partido político regionalista inglês menor no Reino Unido. Ele procura um grau de regra legislativa e administrativa para Wessex, uma área no sul e sudoeste da Inglaterra, vagamente baseada no reino anglo-saxão de mesmo nome.
O partido contestou um pequeno número de constituintes parlamentares da região de Wessex na maioria das eleições desde que foi estabelecido, mas sem sucesso.

## História
Falando em uma conferência da indústria do turismo em 1969, o então Visconde Weymouth sugeriu Wessex como uma identidade regional para fins turísticos. Mais tarde, ele objetou à imprensa sobre Wessex não ter as mesmas oportunidades que a Escócia ou o País de Gales no Relatório Kilbrandon. Lord Weymouth foi posteriormente o primeiro candidato parlamentar regionalista da Wessex em Westbury nas eleições gerais de fevereiro de 1974 no Reino Unido, chegando em último com 521 votos.
O partido foi formalmente constituído em 1981. Inicialmente, usou a definição de Wessex de Thomas Hardy como Berkshire, Hampshire, Wiltshire, Somerset, Dorset e Devon; mas depois acrescentou Oxfordshire e Gloucester.
Lord Weymouth (que conseguiu o 7º Marquês de Bath em junho de 1992) foi o primeiro presidente do partido, depois desertando para os Democratas Liberais. Os presidentes subsequentes incluíram o ativista John Banks e o ex-arquiteto Colin Bex.
Durante as eleições gerais de 2015, Bex questionou a versão oficial dos eventos dos ataques de 11 de setembro de 2001. Durante o referendo do Reino Unido em 2016 sobre a adesão à União Europeia, o então presidente Bex fez campanha para sair. Ele descreveu a imigração como uma "invasão pacífica", descrevendo "pessoas de todo o mundo" como "infiltrando-se" em instituições nacionais.

## Ideologia
A parte foi descrita como etnoterritorial. Sua plataforma é baseada na criação de uma montagem desconcentrada para a região que define como Wessex. Esta assembléia tem sido descrita como tendo um local rotativo no estilo da Witenagemot anglo-saxônica e como tendo sede em Winchester, que havia sido a capital do antigo reino de Wessex. A assembléia tomaria o poder do Parlamento em Westminster e não das autoridades locais.
À luz do reconhecimento europeu do povo da Cornualha como minoria nacional, o partido pediu maior proteção aos produtos locais e o que descreveu como o "dialeto Wessex". O partido acredita que a região de Wessex tem uma identidade cultural distinta, que ela busca promover. Ele define essa cultura como incluindo Morris Dancing, cidra e obras de vários escritores locais. A festa foi descrita no The Guardian como tendo uma "nostalgia pela revolução pré-industrial da Inglaterra"

Em 2010, o partido defendeu uma taxa de imposto de 100% entre os 10% mais assalariados, com a receita repassada aos conselhos paroquiais. 